# Jaguar 420
La Jaguar 420 (pronunciato four-twenty, cioè "quattro-venti") è una autovettura prodotta dalla casa automobilistica britannica Jaguar dal 1966 al 1968.
Presentata al salone dell'automobile di Londra nell'ottobre del 1966, rimase in produzione per tre anni rappresentando l'ultima espressione di una serie di berline sportive compatte offerte dalla Jaguar negli anni sessanta, che condividevano lo stesso passo. Derivata dalla S-Type, la 420 costava 200 sterline in più del modello citato, e conquistò subito il favore del pubblico. La 420 ebbe successo nonostante la S-Type fosse venduta contemporaneamente ad essa. Fu sostituita poi dalla XJ, e non va confusa con la Jaguar 420G.

## Il contesto

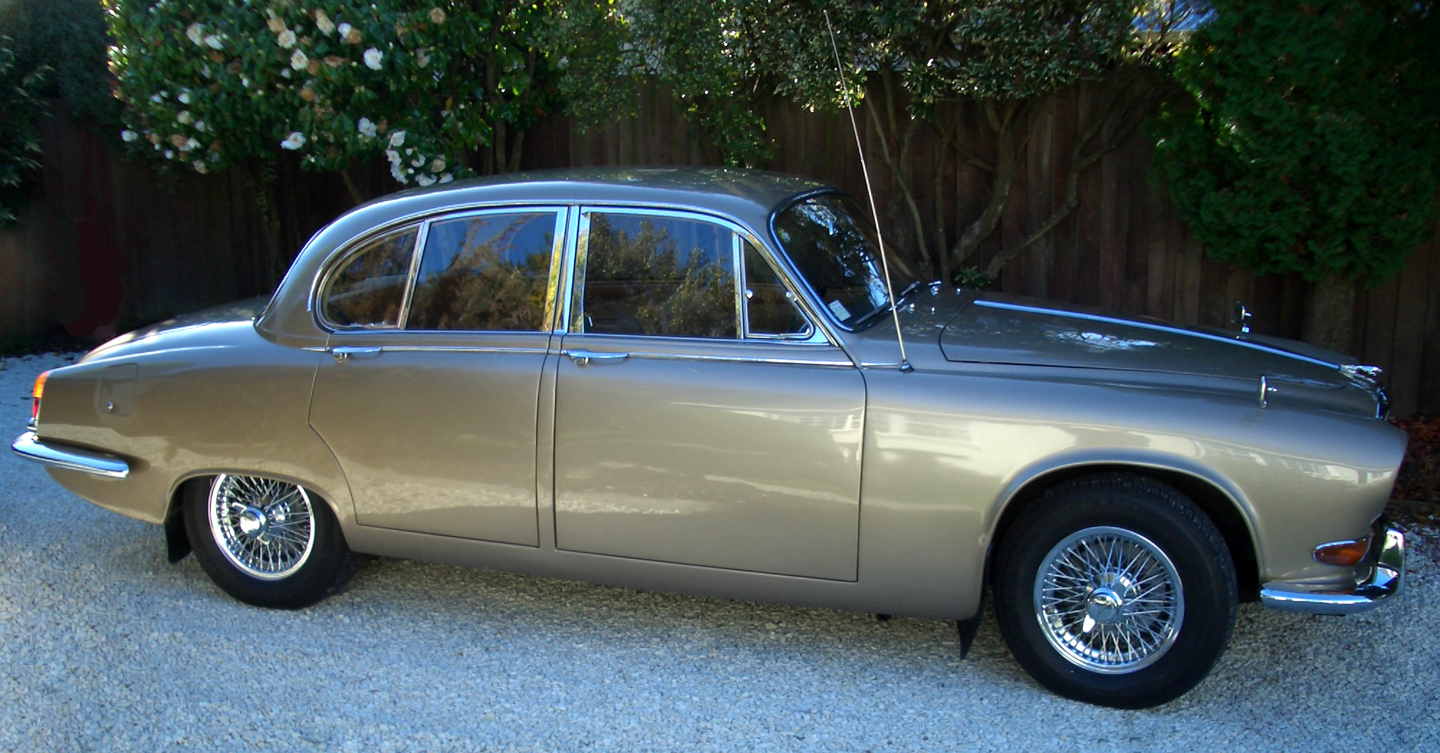
Vista laterale

Le origini della 420 vanno ricercate in un'altra vettura Jaguar, la Mark 2, che venne introdotta nel 1959 e fu venduta per quasi tutti gli anni sessanta. La Mark 2 possedeva delle sospensioni posteriori che erano formate da un ponte rigido, ed era mossa da un motore a sei cilindri in linea con doppio albero a camme in testa, che fu usato per la prima volta sulla XK120 nel 1948. La Mark 2 era disponibile con tre motorizzazioni che si differenziavano dalla cilindrata, vale a dire 2,4 L, 3,4 L e 3,8 L.
Nel 1961 la Jaguar lanciò due nuovi modelli con motore da 3,8 L e tre carburatori SU, la Mark X e la E-Type. Entrambi usavano le nuove sospensioni posteriori indipendenti della Jaguar. La Mark X e la E-Type avevano, rispettivamente, una carreggiata di 1473 mm e di 1270 mm. Nel 1965 il motore XK dei due modelli fu incrementato a 4,2 L di cilindrata, pur avendo installato sempre tre carburatori.
Nel 1963 la Jaguar introdusse la S-Type, che era uno sviluppo della Mark 2. La S-Type aveva installato delle sospensioni posteriori indipendenti che portavano la carreggiata a 1372 mm. La Mark 2, invece, aveva montato un ponte rigido. Altre differenze con la Mark 2 erano la coda più lunga, che permetteva di avere un bagagliaio più grande, un tettuccio ridisegnato, che consentiva di avere più spazio per la testa dei passeggeri, degli interni più lussuosi e delle differenze nel muso della vettura. La S-Type era offerta con i motori XK da 3,4 L e da 3,8 L (quest'ultimo l'unico disponibile per il mercato statunitense), ma con due carburatori, perché un propulsore con tre carburatori non sarebbe entrato in un cofano che era sostanzialmente quello della Mark 2.

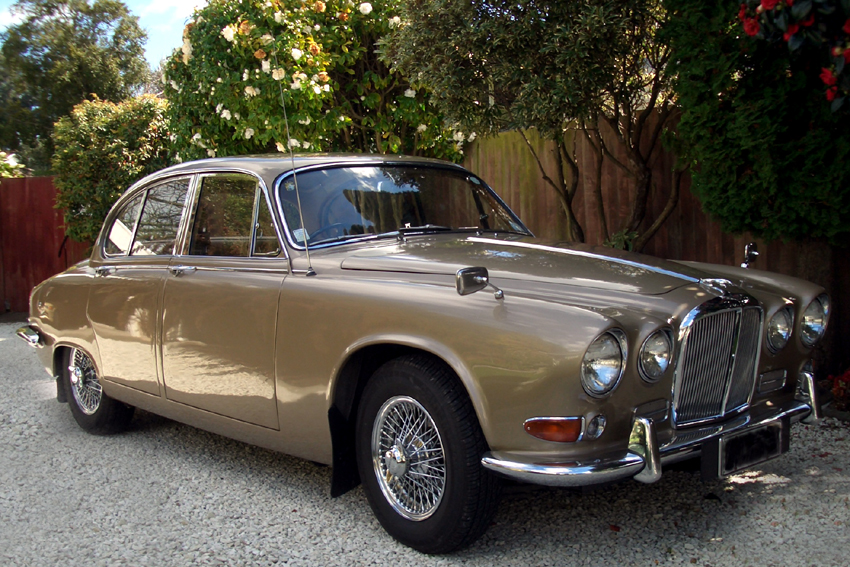
Una Jaguar 420 del 1968

A questo punto William Lyons decise di lanciare un nuovo modello da affiancare a quelli già presenti nella gamma offerta dalla Jaguar. James Taylor suggerì quattro ragioni per spiegare il motivo di ciò:
- le vendite della Mark X erano deludenti; il modello era troppo grande e ingombrante, e quindi una vettura con specifiche tecniche e d'allestimento simili, ma più piccola, sarebbe stata probabilmente di successo;
- la richiesta di sempre maggiori dotazioni di lusso avrebbe portato ad un aumento del peso per qualsiasi modello futuro, obbligando la scelta verso una berlina relativamente compatta con motore da 4,2 L;
- una combinazione del motore da 4,2 L, con un corpo vettura di una berlina relativamente compatto, poteva essere di successo;
- era noto che le critiche rivolte all'estetica controversa della S-Type, ne stavano danneggiando le vendite;

Di conseguenza, William Lyons iniziò a sviluppare una nuova berlina basata sulla S-Type, conservando le sospensioni posteriori indipendenti da 1372 mm di carreggiata ma progettando un nuovo motore da 4,2 L e due carburatori. Il frontale era piuttosto simile a quello della Mark X. 
La nuova vettura fu commercializzata a partire dall'agosto del 1966 in due modelli, chiamati Jaguar 420 e Daimler Sovereign, che furono quindi un esempio di badge engineering. 

## Caratteristiche

### Il design e gli interni

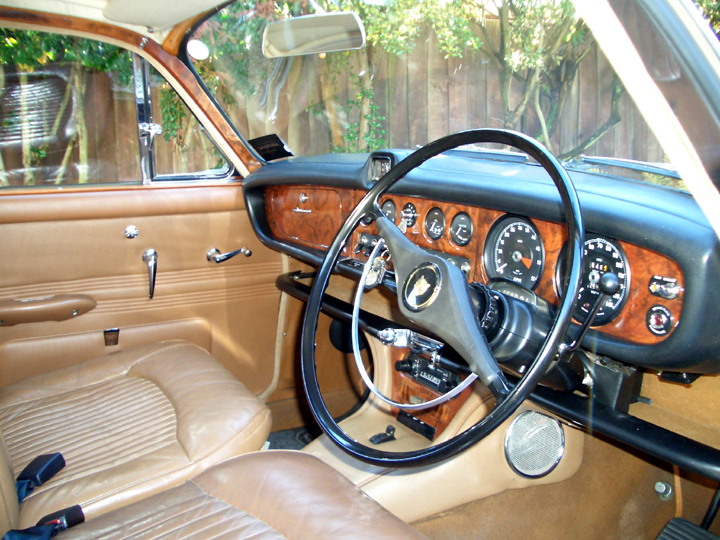
Gli interni di una Jaguar 420

Il punto di partenza del design della 420 fu quello della S-Type, che pur in produzione dal 1963 non raccolse però il parere favorevole del pubblico a causa della linea non molto riuscita. 
In termini stilistici, la 420 fu essenzialmente una S-Type con una parte anteriore meno curvilinea. La parte posteriore rimase però quasi inalterata.
I cambiamenti degli interni della S-Type per ottenere quelli della 420 furono principalmente incentrati sui problemi di sicurezza, con gli inserti di legno sulle cornici delle portiere e sul cruscotto sostituiti da inserti in finta pelle imbottita. L'unico inserto di legno conservato fu quello installato sulla parte superiore della cornice delle porte.

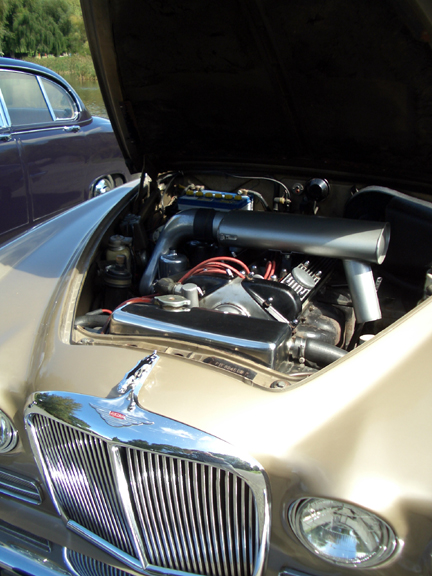
Il motore di una Jaguar 420

La 420 fu prodotta con una sola versione di carrozzeria, berlina sportiva quattro porte.

### Motore e meccanica
Il motore da 4,2 L della 420, che era montato anteriormente, era un sei cilindri in linea dotato di testata a condotti dritti e di alzata camme di 0,95 cm. Era possibile scegliere fra tre valori di rapporto di compressione, 7:1, 8:1 e 9:1, a seconda del numero di ottano della benzina impiegata; si potevano ottenere questi valori differenti variando la concavità del cielo del pistone. 
Il motore era alimentato da due carburatori e sviluppava 245 CV di potenza a 5.500 giri al minuto, circa 20 CV in meno rispetto a quanto erogato dalla 420G e dalla E-Type. La coppia massima era di 384 N•m, e quindi più o meno la stessa di quella erogata dal motore a tre carburatori, anche se misurata ad un numero di giri differente, più precisamente 3.750 per il motore della 420, e 4.000 per il secondo. La sigla di questo motore era XK6.
La trasmissione disponibile di serie era manuale a quattro rapporti, mentre erano disponibili come optional l'overdrive oppure un cambio automatico a tre velocità. La trazione era posteriore.
Un nuovo ritrovato meccanico disponibile come optional sulla 420 fu il servosterzo Marles Varamatic.
Altri miglioramenti meccanici che furono applicati sulla 420 e non si trovavano sulla S-Type furono:
- la sostituzione della trasmissione automatica Borg Warner Type 35 con la più robusta Model 8;
- un più efficiente radiatore a flussi incrociati al posto del più piccolo radiatore a flussi verticali utilizzato sulla S-Type;
- un circuito dei freni doppio al posto del circuito singolo montato sulla S-Type;
- un doppio carburatore SU HD8 con sezione di 5 cm in sostituzione di un carburatore SU HD6 da 4,4 cm;
- i dischi freno con anello periferico antifischio in ghisa;
- la ventola del motore attivata mediante accoppiamento di un giunto viscoso Holset Torquatrol;
- lo starter pre-inserito al posto di un pignone Bendix,
- un alternatore al posto della dinamo della S-Type

## La fine della produzione
Nel 1967, cioè nel primo suo anno di produzione completo, superò facilmente i numeri di vendita delle altre berline Jaguar ancora in produzione (i modelli 240 e 340 della gamma Mark 2, la Daimler 250 V8, la S-Type e la 420G), e di fatto sancì la fine dell'interesse della clientela verso la S-Type. Comunque, ne vennero prodotti pochi esemplari, dato che la fabbricazione della 420 nello stabilimento di Coventry fu interrotta nel 1968. In poco più di due anni vennero infatti prodotti solo 10.236 esemplari. Il modello gemello, la Daimler Sovereign, fu invece prodotta fino al 1969 in 5.824 esemplari.
Nel 1968, la 420 andava ancora bene nelle vendite rispetto alla S-Type e alla 420G, ma venne superata dai più anziani modelli Mark 2 e Daimler 250 V8. In quel periodo, molti potenziali clienti si misero in attesa della nuova XJ6. Introdotta nel tardo 1968, la XJ6 era leggermente più grande della 420 e tolse quest'ultima dal listino assieme ai modelli Mark 2 e S-Type. La Daimler 250 V8 invece rimase in produzione fino al 1969 e la 420G fino al 1970.
La decisione di William Lyons di basare la XJ6 sul motore, sulle sospensioni e sulle dimensioni della 420, era dovuta all'opera di razionalizzazione della gamma offerta dalla Jaguar. Questo, però, decretò la fine della 420.
La produzione della 420 terminò nel settembre del 1968, sebbene sia stata disponibile in formato complete knock down fino al novembre dello stesso anno in Sudafrica.

## Specifiche tecniche
| Motore                      | Jaguar sei cilindri in linea, monoblocco in ferro, testata in lega |
| Cilindrata                  | 4.235 cm³ |
| Alesaggio/corsa             | 92,07 mm x 106 mm |
| Distribuzione               | Doppio albero a camme in testa, 2 valvole per cilindro |
| Rapporto di compressione    | 8:1 (7:1 e 9:1 opzionali) |
| Potenza                     | 245 CV a 5500 giri al minuto |
| Coppia massima              | 384 N•m a 3750 giri al minuto |
| Alimentazione               | Due carburatori SU HD8 (alzata camme di 0,95 cm) |
| Sospensioni                 | Anteriori: indipendenti, con bracci triangolari, molle elicoidali, ammortizzatori telescopici e barra antirollio; Posteriori: Retrotreno a ruote indipendenti con bracci triangolari inferiori, semiassi oscillanti a doppia articolazione, barra antirollio e doppie molle elicoidali con ammortizzatori telescopici. |
| Sterzo                      | circolazione di sfere; servosterzo Varamatic offerto come optional. |
| Freni                       | Freni a disco con servofreno sulle quattro ruote, entrobordo al retrotreno |
| Carrozzeria / corpo vettura | Struttura monoscocca con telaietto ausiliario avvitato nella zona anteriore, berlina a cinque posti, motore anteriore e trazione posteriore |
| Carreggiata                 | Anteriore=1.410 mm; Posteriore=1.384 mm |